# María Gomes
María Gomes Da Costa (n. 13 aprilie 1999, în Roquetas de Mar) este o handbalistă din Spania care evoluează pe postul de intermediar stânga pentru clubul românesc CS Minaur Baia Mare și echipa națională a Spaniei.
María Gomes este medaliată cu aur la Jocurile Mediteraneene din 2022 desfășurate la Oran. În 2022, ea a câștigat, cu Rocasa Gran Canaria, ediția 2021-22 a Cupei Europene, competiția care a înlocuit Cupa Challenge.
María Gomes este și componentă a echipei naționale de handbal pe plajă a Spaniei.

## Palmares
- Jocurile Mediteraneene
  -  Câștigătoare: 2022

- Liga Europeană:
  - Turul 3: 2023

- Cupa EHF:
  - Turul 3: 2020

- Cupa Europeană:
  -  Câștigătoare: 2022
  - Sfertfinalistă: 2021

- Campionatul Spaniei:
  -  Medalie de bronz: 2021, 2022, 2023